# Großarl
Großarl ist eine Marktgemeinde im Bezirk St. Johann im Pongau im Süden des Bundeslandes Salzburg (Österreich) mit 3843 Einwohnern (Stand 1. Jänner 2025). Der Ort ist namensgebend für das Großarltal.

## Geografie

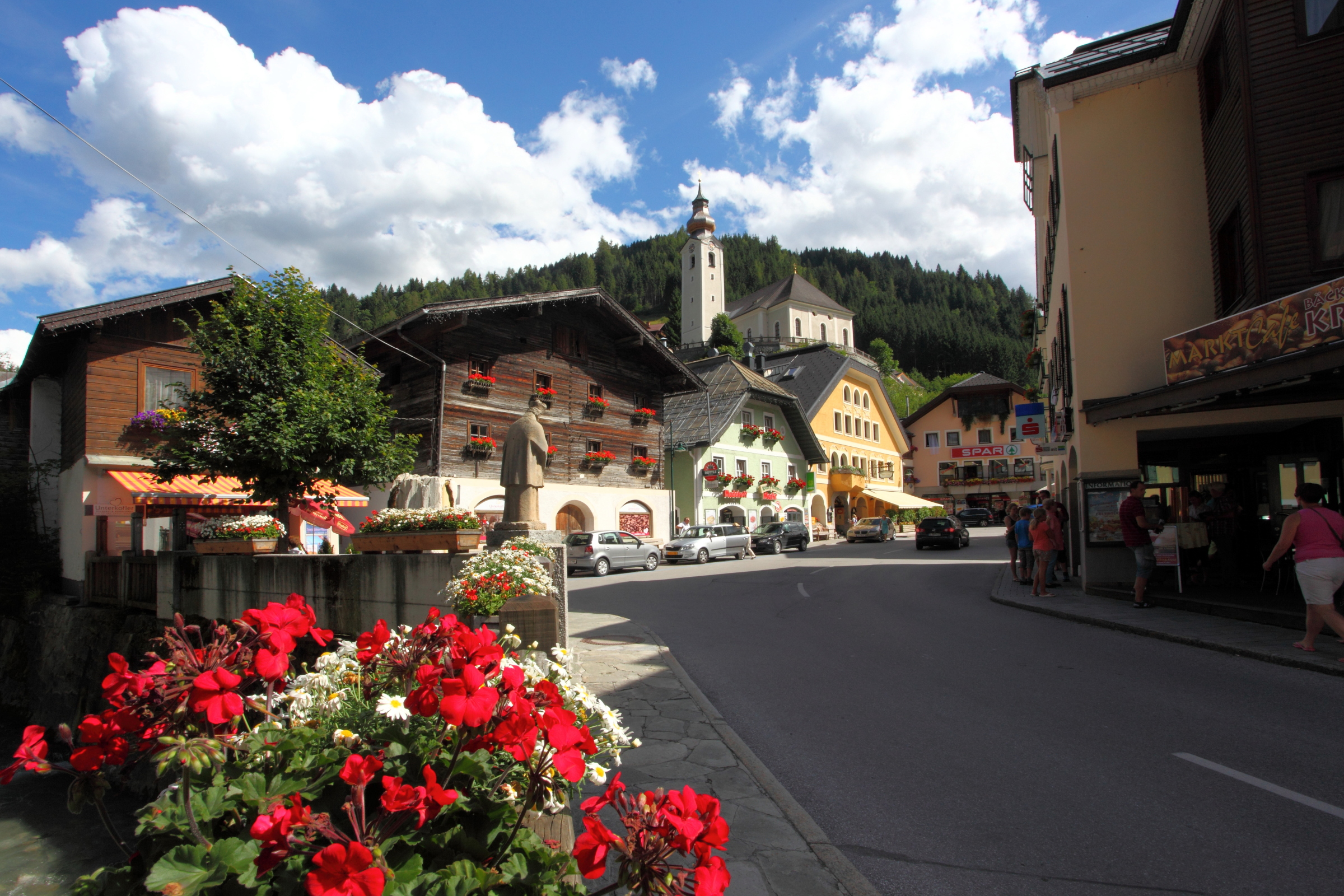
Ortszentrum von Großarl und seine barocke Pfarrkirche

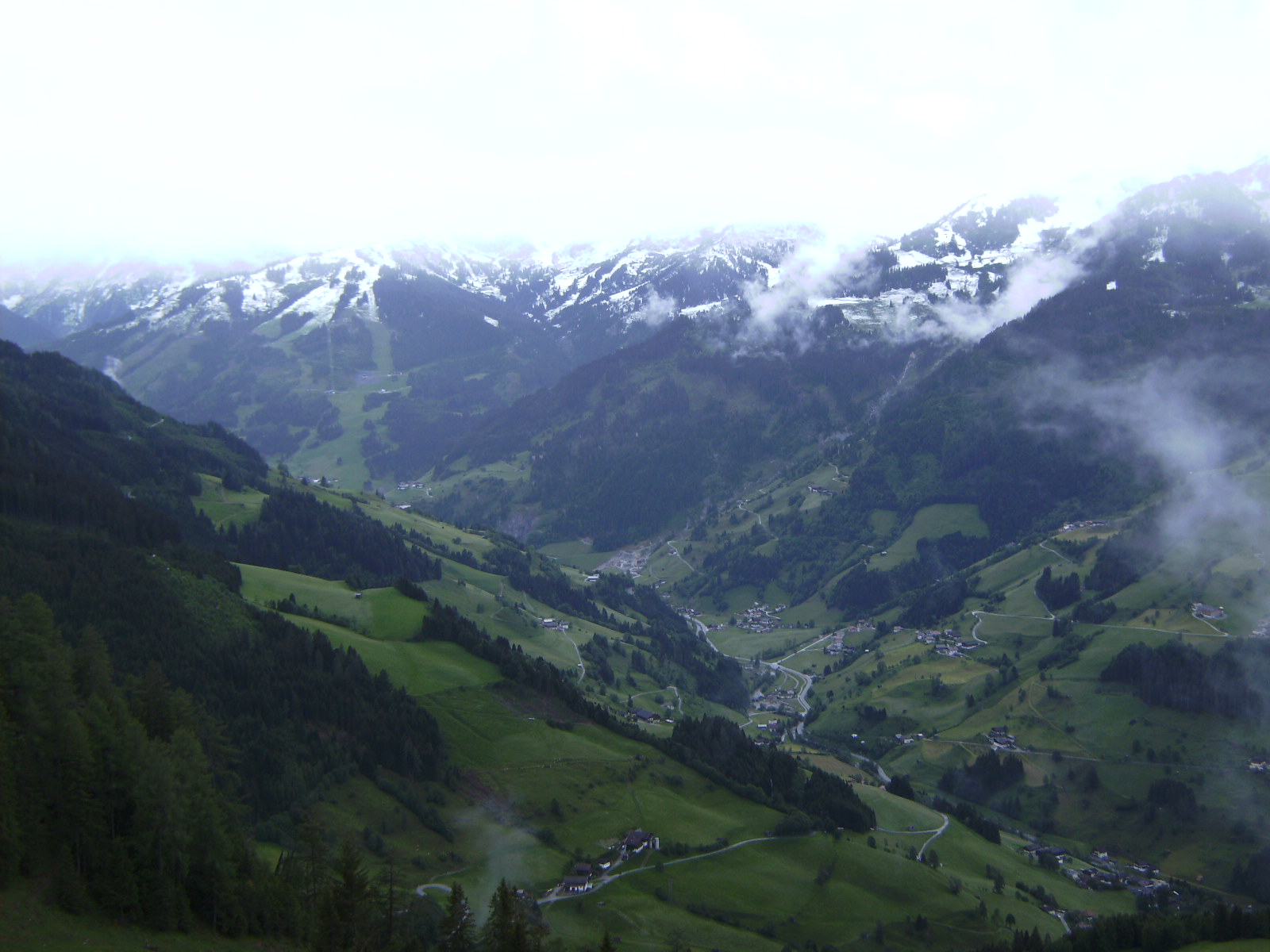
Blick Richtung Süden auf die Ortsteile Au und Schied

Großarl liegt im Pongau im Land Salzburg, etwa 70 km südlich von der Stadt Salzburg. Das Großarltal ist ein Ausläufer der Radstädter Tauern und trennt die Hohen von den Niederen Tauern. Es erstreckt sich von der Arlscharte (2252 m) über Hüttschlag (1030 m), Großarl (924 m) und die Liechtensteinklamm. Die Hauptorte sind Großarl und Hüttschlag (Nationalpark Hohe Tauern). Das Großarltal ist das östlichste Tauerntal und es zählt mit dem Gasteiner- und dem Raurisertal zu den längsten Tauerntälern. Das Großarltal ist vom Keeskogel bis zur Salzachmündung 27 km lang.
Großarl liegt auf einer nebelfreien Hochlage und wird von Bergen umringt. Höchster Gipfel im Ortsgebiet ist der Gamskarkogel (2467 m ü. A.) an der südwestlichen Gemeindegrenze. Deren tiefster Punkt befindet sich in der Liechtensteinklamm bei 710 m ü. A.
Hinsichtlich seiner Mündung betrachtet ist das Großarltal ein Hängetal, das mit einer Mündungsstufe von über 200 Meter Höhe ins Salzachtal abfällt. Dementsprechend sind auch die Steigungen der Großarler Landesstraße (L109). In den ersten 6 Kilometern überwindet sie einen Höhenunterschied von 370 Metern, (bis zum „Erlkendl“, ca. 100 m vorm Jungfernsprungtunnel) fällt in den nächsten 4 Kilometern wieder um 120 Meter (bis zur Landstegbrücke), um schließlich bis zum Talschluss knapp 200 Meter anzusteigen. Die Straße hat zahlreiche Windungen, von einer alten Talbodenterrasse zur anderen. Oberhalb des Stockergutes ist die Straße in den Klammkalk eingesprengt – sie muss den das Großarltal sperrenden Klammkalkzug des Glösenberges überwinden. Insgesamt weist die Landesstraße drei Tunnel (Jungfernsprungtunnel, Wachtertunnel, Schappachtunnel) und einige Brücken und Viadukte auf. Darunter befindet sich die Stegbachgrabenbrücke (ca. 150 m lang) bei der Alten Wacht.
Das Großarltal verläuft weitestgehend in Süd-Nord-Richtung und wird von der Großarler Ache nach Norden zur Salzach hin entwässert. Im Katastralgebiet von Großarl liegt das Tal des Ellmaubachs.
Das Ortsgebiet ist in die Katastralgemeinden (von Nord nach Süd) Au (850 m ü. A.), Schied (860 m), Unterberg (900 m), Großarl (895 m) sowie Eben und Bach (900 m) unterteilt. Diese werden jedoch seit der neuen Hausnummernvergabe im Jahre 2017 nicht mehr nennenswert beschildert/erwähnt.

### Geologie

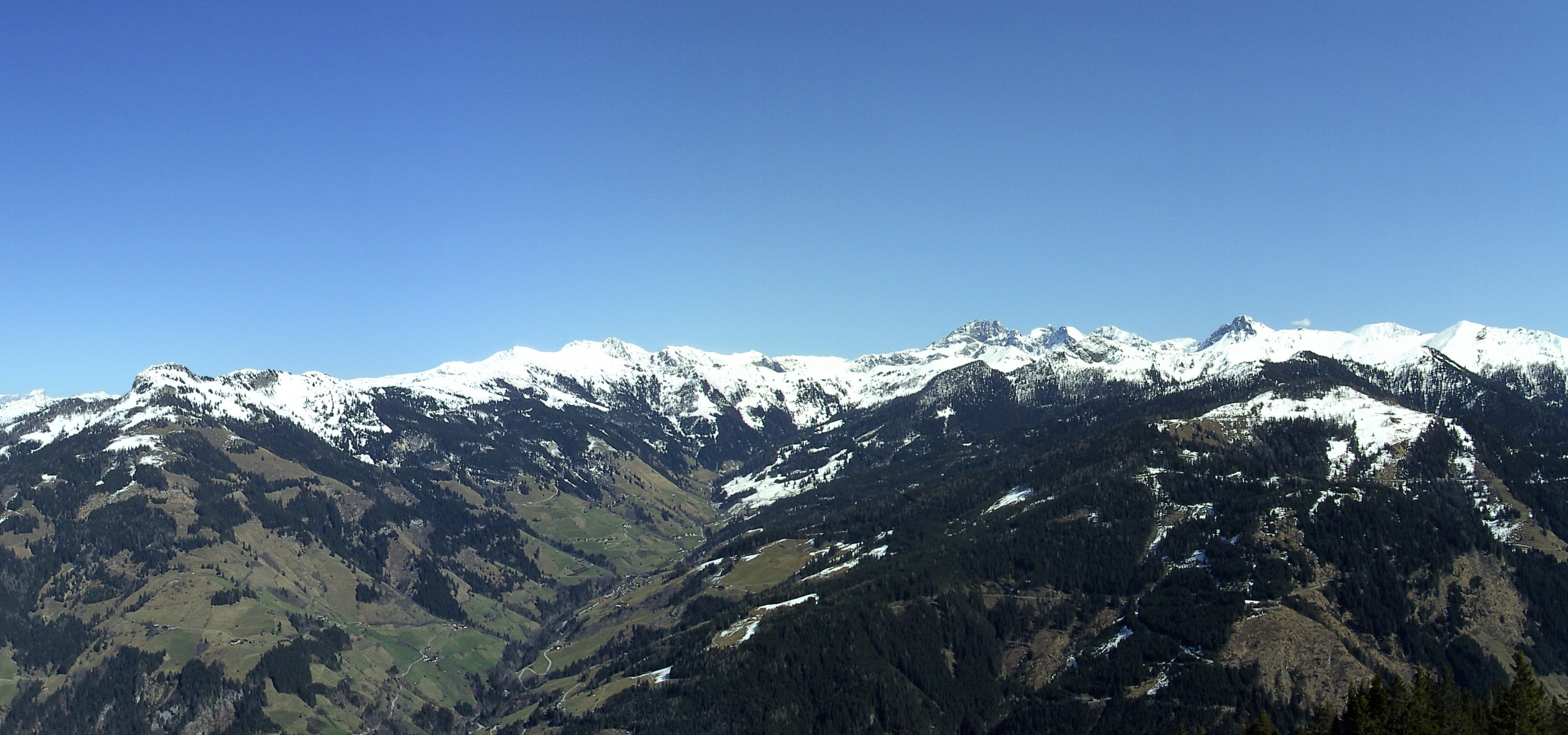
Panorama der umliegenden Berge

Im weiteren Verlauf der Straße ist der mehrmalige Wechsel zwischen dem Klammkalk und dem schieferigen Kalkphyllit bestimmend für den Verlauf der Straße. Die Rippen ziehen quer über das Tal und tragen Reste alter Talböden. Von den Vorsprüngen, die sich immer bei einer Klammkalkrippe ergeben, ergibt sich ein Ausblick in die Schlucht. Die Sohle derselben ist allerdings nie zu sehen, meist nur das höhere, von der Eiszeit geformte Tal, in das sich die Großarler Ache eingeschnitten hat. Eine zweite Kalkrippe quert das Tal beim Stegbachgraben. Die aufgelassenen Stollen erinnern noch an einen Kalkspatabbau nach dem Zweiten Weltkrieg. Das Mauthaus „Alte Wacht“ im Bereich der heutigen Bogenbrücke auf der Großarler Landesstraße kennzeichnet die Grenze zwischen St. Johann und Großarl. Auf der westlichen Seite ist eine Ausbauchung, die von einem Bergsturz stammt.
Bei der Landstegbrücke überquert die Straße erstmals den Bach und von hier an verlaufen beide im Wesentlichen parallel bis zum Talschluss. Es gibt keine nennenswerten Talstufen, ausgenommen eine etwa 30 Meter hohe Stufe beim Oflegg zwischen Großarl und Hüttschlag. Der markanteste Berg an der Ostseite ist der Saukarkopf (2048 m). Er ragt aus einem etwa 1800 Meter hohen Plateau auf. In der Eiszeit strömte das Eis etwa 100 Meter unterhalb des Gipfels vorbei. Von der Landstegbrücke nach Süden ist das Tal wieder eng, es macht den Eindruck eines Kerbtales. Jedoch sind es Hangabsetzungen auf beiden Seiten, die dem Tal das heutige Querprofil geben. Durch die Schwemmkegel des Döppl- und Schiedgrabens steigt die Straße leicht an. Durch den Schied- sowie den benachbarten Augraben wurde die Großarler Landesstraße in den letzten Jahrzehnten des Öfteren vermurt und das Tal wurde teilweise von der Außenwelt abgeschnitten. Südlich des Hotels Schiederhof treten linksufrig die Radstädter Kalke bis an die Talaue heran. Nach einer Erweiterung (beim Aubauer) verursachten Blockmassen, die sich an der Ostseite an den Bach heranschoben, und Kalkfelsen (mit Dolomit und Dolomitbreccien) auf der Westseite eine nochmalige Verengung des Talbodens (ehemaliger Steinbruch).
Die Ortsteile Großarl Markt und Unterberg liegen auf der größten und flachsten Talaue des Großarltales. Mehrere Steingräben haben in diese Talaue ihre Schwemmkegel abgelagert – der Unterberggraben, gegenüberliegend der Finsterleitgraben und der Ellmaubach. Durch den Ellmaubach entstand das größte Seitental zum Haupttal. Der Ortskern von Großarl steht auf dem Schwemmkegel des Ellmautales.
Um die Großarler Ebene sind die Berge etwas abgerundet und bis unter die Gipfel bewaldet. Die Berge im Süden haben eine markantere Form. Die Pyramide des Frauenkogels schließt den Blick nach Süden ab. Der geologische Untergrund wird gegen Süden härter, Chloritschiefer, Kalkglimmerschiefer und Glimmerschiefer herrschen vor. Hier ist das Tal asymmetrisch. Ostseitig ragen fast senkrechte Wände von harten Schiefern auf, die Westhänge dagegen steigen – trotz gleichen Untergrunds – in Buckeln an. Die Großarler Talaue findet ihr Ende bei der Talstufe, am Oflegg. Hier fließt die Großarler Ache durch den Kalkglimmerschiefer, der zu beiden Seiten ansteht. Am rechten Ufer schiebt sich eine Rückfallkuppe mit einem ausgebildeten Sattel ganz an den Bach heran. In der folgenden Talerweiterung liegt der Schwemmkegel des Tofernbaches und man blickt auf den Nachbarort Hüttschlag.

### Vegetation und Klima

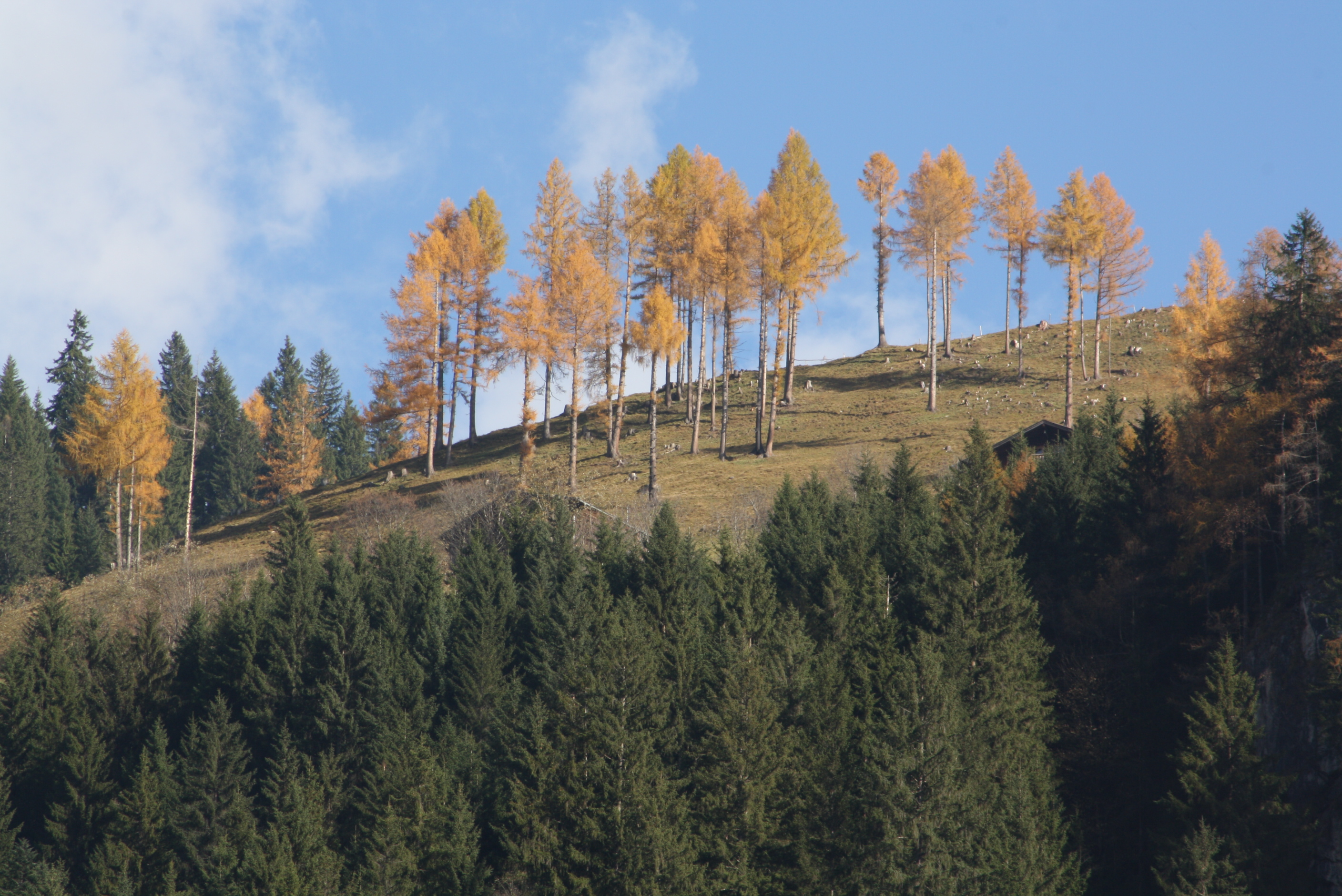
Bergrücken mit Bäumen im Herbst

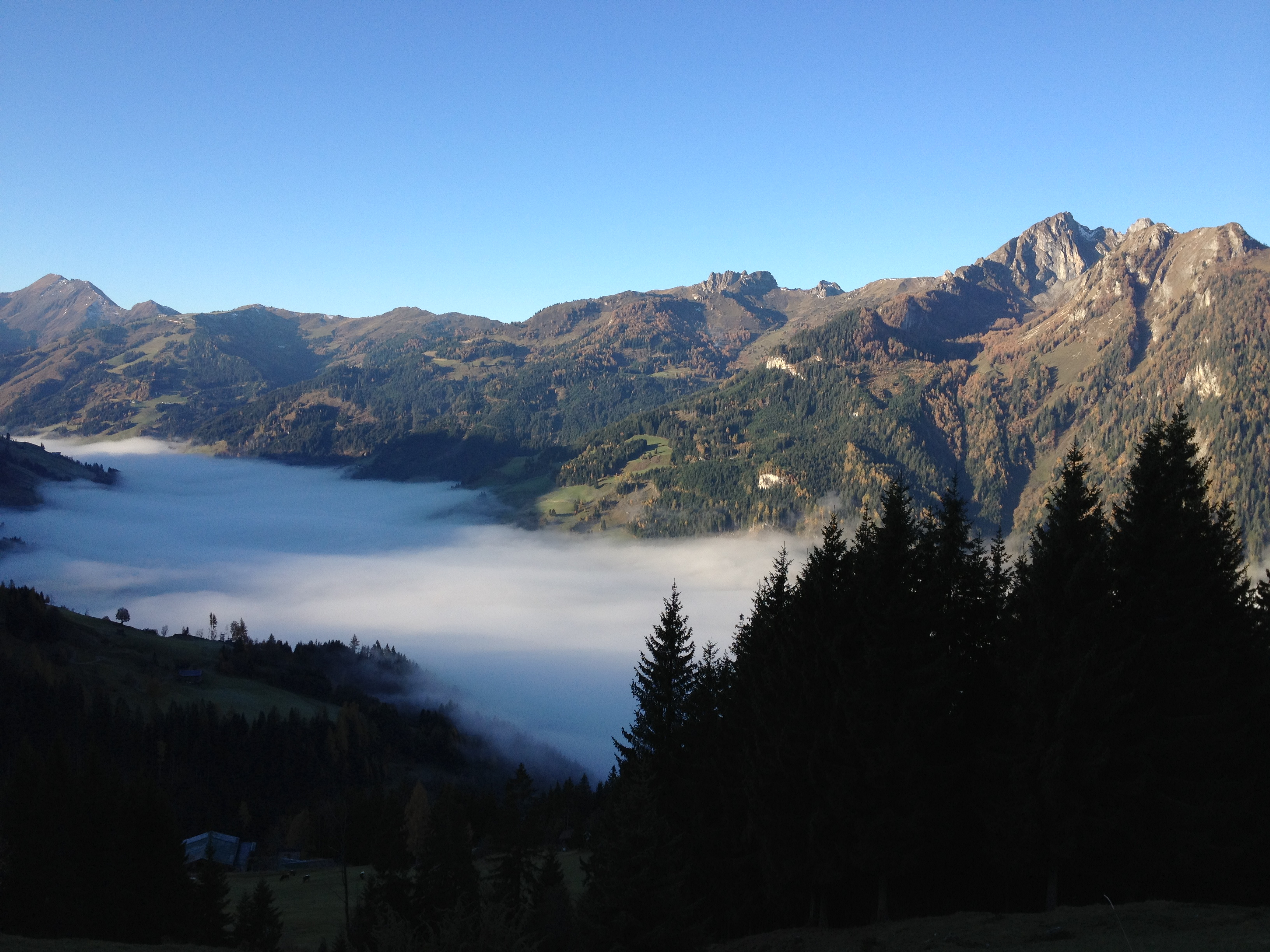
Das Grossarltal in Nebel gehüllt

Der Großteil der Fläche des Großarltales ist von Nadelhölzern bewachsen. Das Lokalklima in Großarl entspricht der kontinental geprägten (tief-)montanen Höhenstufe mit milden bis heißen Sommern und kalten Wintern.
Die Jahresdurchschnittstemperatur liegt bei 8,1 °C. Die jährliche Niederschlagsmenge liegt bei 1298 Millimeter. Der meiste Niederschlag fällt im Juli mit durchschnittlich 191 Millimeter, der wenigste im Februar, März und November mit durchschnittlich 70 Millimeter.

### Gemeindegliederung
Seit 2018 besteht Großarl nur aus einer einzigen Ortschaft. Die ehemaligen Ortschaften Au, Bach, Eben, Großarl, Schied und Unterberg werden nicht mehr gesondert betrachtet. Die Gemeinde besteht aus den Katastralgemeinden Au, Bach, Eben, Großarl, Schied und Unterberg.
Mit 1. November 2016 erhielt die Gemeinde neue Straßennamen, welche etwa nach dem höchstgelegenen Bauernhof oder nach Einrichtungen wie Schule oder Kirche benannt sind. Zum Beispiel: Schulgasse, Kirchgasse oder Salzleckweg (nach dem fernstgelegenen Bauernhof Salzleck an dieser Straße). Die Straßenbezeichnungen Au, Bach, Eben usw. werden danach nicht mehr verwendet. Insgesamt wurden über 1000 neue Adressen vergeben.

### Nachbargemeinden
| St. Veit im Pongau | St. Johann im Pongau                        | Wagrain  |
| Dorfgastein        | Kompassrose, die auf Nachbargemeinden zeigt | Kleinarl |
| Bad Hofgastein     | Hüttschlag                                  | Kleinarl |

## Geschichte
Frühgeschichte

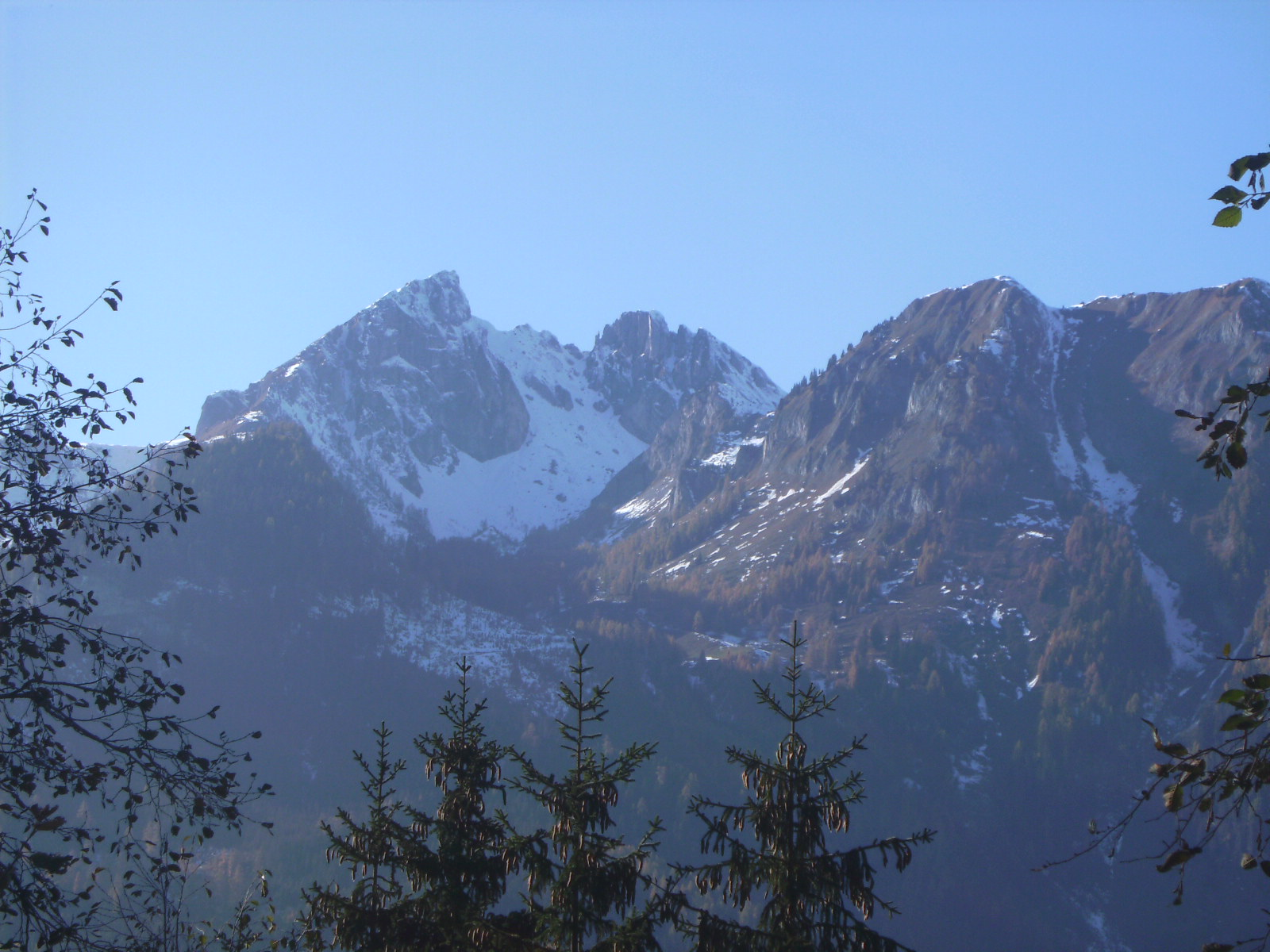
Höllwand und Sandkogel

Das Großarltal ist kein geschichtlicher Boden wie das Salzburger Becken oder der Lungau. Vorgeschichtliche Spuren gibt es keine. Auch die Römer hinterließen kein Zeugnis ihrer Anwesenheit. In Großarl befindet sich keine Burgruine. Aber zähe Bauerngeschlechter drückten der Landschaft ihren deutlichen lesbaren Stempel auf. Allenthalben sieht man noch, wie sie in die Bergurwälder eindrangen und dem kargen Boden die Scholle abrangen. Im 6. und 7. Jahrhundert, am Ende der Völkerwanderungszeit, nahm das Volk der Bajuwaren Besitz von dem Land zwischen Donau und Alpen, doch dieses Bauernvolk fand sich genügend Platz im Alpenvorland und in den breiteren Haupttälern. Die abgelegenen Waldgebiete waren höchstens für die Jagd interessant. Von Süden her rückten die Slawen und überschritten an manchen Stellen den Tauernhauptkamm, so dass es zu kriegerischen Auseinandersetzungen kam, in denen die Bajuwaren Sieger blieben. Einige Flurnamen erinnern noch an die Unterlegenen.
Mittelalter

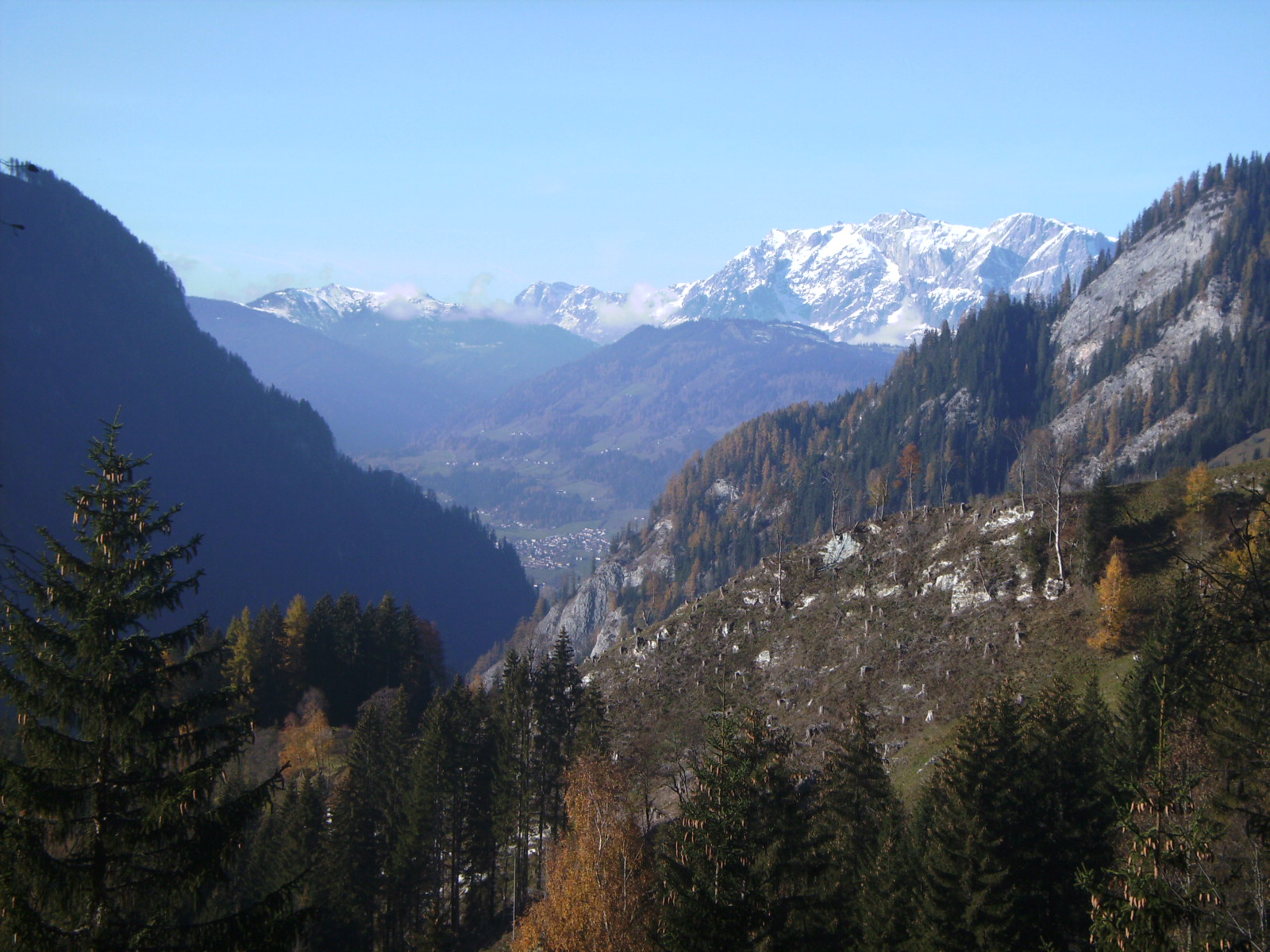
Blick auf den Hochkönig

Das Gebiet des Großarltales wird erstmals urkundlich in einer Tauschurkunde des Erzbischofs Adalbert II. aus dem Jahre 930 erwähnt. Der vordeutsche Bachname Arla (930), Arela (1074), Arula maiori (1306) gab dem Gebiet zwischen dem heutigen Großarl- und dem heutigen Kleinarltal seinen Namen. Später bekam das Gebiet den Namen „Michel Arl“, „Mehrer Arl“ und schließlich Großarl.
Um das Jahr 1000 übernahm die Salzburger Kirche das Wald- und Weidegebiet unter ihre Grundobrigkeit. Die Ausdehnung des Pongaues bis zur natürlichen Grenze des Tauernhauptkammes und die Nutzung der Grasländer oberhalb der Hochwaldgrenze bewogen die Grundherrschaft zum frühen Landesausbau durch Großrodungen. So gründete man Anfang des 12. Jahrhunderts auf den Schwemmkegeln des Tales Großschwaigen (Bauerngehöfte), ebensolche an den unteren Talhängen. Die dort angesiedelten Bauern mussten an die Grundherrschaft Naturalabgaben leisten, vor allem Käse, lebende Tiere, Butter und Schmalz. Durch weitere Rodungen bis in Hochlagen hinauf wurden „Normalgüter“ errichtet. Diese hatten Geldabgaben an die Kirche zu Salzburg zu entrichten. Der landwirtschaftliche Ausbau des Großarltales war um die Mitte des 12. Jahrhunderts vollendet, die Wirtschaft blühte im Gebirgstal. Im Jahre 1348/49 wurde auch das Tal von der Pest heimgesucht. Viele Höfe wurden erheblich entvölkert und verödeten hernach, die wirtschaftliche Entwicklung wurde sehr gestört. Bei der „Kalichgruben“ im Mündungsgebiet des Ellmaubaches, wo der Bach durch die günstige Lage im Winter nicht so stark vereiste, gründete man die ersten Gewerbe- und Handwerksbetriebe. Um diese entstand wahrscheinlich bald ein Dorf, da schon 1399 von Erzbischof Gregor jährlich das Marktrecht für 5 Freimärkte verliehen wurde.
Um 1400 wurde ein eigener Pfarrbezirk, der das ganze Großarltal seelsorglich umfasste, errichtet. Bereits 1339 wird eine Kirche erwähnt. Die heutige Pfarrkirche – ein einschiffiger Saalbau – geht auf das Jahr 1768/69 zurück. Eine größere Kapelle soll schon um das Jahr 1050 im Gebiet der Hubgüter bestanden haben. Die seelsorgliche Betreuung vor Errichtung eines eigenen Pfarrbezirkes oblag der Pfarre St. Veit im Pongau.
Neuzeit
Durch den Bergbau im hinteren Großarltal seit Beginn des 15. Jahrhunderts wurde eine neue wirtschaftliche Blütezeit eingeleitet. 1520 wurde in Hüttschlag die für die damalige Zeit modernste Schmelzhütte in Betrieb genommen. Sie hatte eine Vorläuferin in der Auweil (heute Wolfau), am Schwemmkegel des Hubalmbaches. Hier in der Wolfau und an anderen Stellen des Tales wurden Sölen (Kleinhäusler) für bodenständige Bergknappen und Schmelzhüttenarbeiter gegründet. Sie umfassten Wohnhäusl, Ställchen, Gärten und Weideanteile auf den Freibergen der „hochfürstlichen Frei“. Das Winterfutter erarbeitete man bei den Bauern im Gebirgsmahd oder bei der Ernte. Das Kößlerhäusl ist hier eine typische Anlage (auf halbem Weg zwischen Großarl und Hüttschlag, noch sehr ursprünglich erhalten und daher heute als Museum eingerichtet). Um 1620 übernahm die erzbischöfliche Hofkammer in Salzburg den Bergwerkshandel in Eigenregie. Eine neue Blütezeit begann. 1675 wurde der Seelsorgebezirk Großarl und Hüttschlag abgetrennt und 1679 wurde die Barockkirche erbaut.
Im 16. Jahrhundert war Großarl ein besonderer Gerichtsstab, ab 1562 amtierten Richter aus Werfen und 1672 wurde ein eigenes Landgericht errichtet. 1709 wurde sogar ein eigenes Gerichtsgebäude erbaut. Mit dem Niedergang des Bergbaues in den sechziger Jahren des 19. Jahrhunderts sank auch die Wirtschaft des gesamten Tales in seine bäuerlich-ländliche Ursprünglichkeit zurück.
Das Luthertum, vermutlich durch Bergknappen und Prediger aus Kärnten gefördert, fasste im Großarltal rasch Fuß. Ab 1575 wurden Bauern wegen der neuen Lehre auf ewig des Landes verwiesen. 1675 kam es dann zur ersten größeren Ausweisung von 96 Personen. Anfang des 18. Jahrhunderts war der Großteil der Bevölkerung des Tales protestantisch und bekannte sich auch zur neuen Lehre. 1731/32 kam es dann auf Anweisung des Fürsterzbischofs zum großen Auszug von 551 Personen. Meist handelte es sich um bäuerliche Familien, die unter Zurücklassung ihres Hab und Gutes nach Ostpreußen emigrierten. Bei einer Einwohnerzahl von 2324 (davon 2223 bäuerlich) war dies ein starker „Blutverlust“, von dem sich das Tal in der Folgezeit nur schwer erholen sollte. Die Säkularisation (1802) des geistlichen Fürsterzbistums Salzburg (Einsetzen eines weltlichen Herrschers) und die Grundentlastung (1846) brachten große wirtschaftliche Not in das Großarltal. Von den Wirren der Napoleonischen Kriege blieb das Tal verschont, dazu war es zu abgelegen. In der Folgezeit waren die Verdienstmöglichkeiten im Tale sehr gering. Viehzucht und Holzwirtschaft ernährten den Großteil der Familien nur dürftig, trotzdem war die ganzjährige Abwanderung nicht sehr groß. Zeitweise suchte man allerdings Verdienstmöglichkeiten außerhalb des Tales. Heute hat sich die Lage jedoch wesentlich gebessert und bescheidener Wohlstand ist eingezogen.
20. Jahrhundert
In weiterer Folge hinterließen die beiden Weltkriege am Beginn des 20. Jahrhunderts tiefe Wunden. Viele Menschen mussten in die Kriege ziehen und in Großarl herrschte bittere Not. Die Lebensmittel waren knapp und es fehlten Arbeitskräfte, die das Land bewirtschaften konnten. Nur langsam erholte sich Großarl von dieser schrecklichen Zeit.
Verursacht durch die Verkehrserschließung, Motorisierung und Technisierung setzte ab 1960 eine zunehmende Abwanderung aus der Landwirtschaft ein. Der Fremdenverkehr, der in Großarl durch eine Privatinitiative aufgebaut wurde, brachte einen wirtschaftlichen Aufschwung für das ganze Tal. Jedoch brachte dieser auch große Anforderungen an die Gemeindeverwaltung mit sich. So mussten neue Schulen, Straßen oder Sportanlagen errichtet werden. Die Kanalisation wurde ausgebaut und der Flächenwidmungsplan neu gestaltet.
Am 17. Juni 1962 wurde Großarl zum Markt erhoben und 5 Jahre später fanden die Gründung der Großarler Bergbahnen und die Errichtung der ersten Liftanlage statt.
Ab 1971 stieg die Fremdenverkehrswirtschaft sprunghaft an. Der Zusammenschluss mit dem Gasteinertal und der Gründung der Skischaukel Großarltal-Dorfgastein leitete einen Aufschwung für die gesamte Wirtschaft in Großarl ein. Dadurch konnten viele Verbesserungen der Infrastruktur verwirklicht werden und es wurden viele notwendige Einrichtungen für die Bevölkerung geschaffen. Seither erlebt Großarl eine sprunghafte Entwicklung – vor allem durch den Tourismus.

### Einwohnerentwicklung
Nach der Volkszählung 2001 gab es 3634 Einwohner, davon waren 5 % nicht in Österreich geboren. 4,5 % der Großarler waren keine österreichischen Staatsbürger. 51 Menschen waren türkischer Herkunft und 57 Personen aus den ehemals jugoslawischen Ländern Kroatien, Bosnien-Herzegowina, Serbien und Slowenien. 32 Einwohner besaßen die deutsche Staatsbürgerschaft.

## Politik

### Gemeinderat
| Gemeinderatswahl 2024Wahlbeteiligung: 87,4 % 706050403020100 36,6 % (−23,4 %p)33,5 % (n. k. %p)29,9 % (−10,1 %p) ÖVPFPÖSPÖ20192024 |

Die Gemeindevertretung hat insgesamt 21 Mitglieder.
- Mit den Gemeindevertretungs- und Bürgermeisterwahlen in Salzburg 2004 hatte die Gemeindevertretung folgende Verteilung: 12 ÖVP, und 9 SPÖ.
- Mit den Gemeindevertretungs- und Bürgermeisterwahlen in Salzburg 2009 hatte die Gemeindevertretung folgende Verteilung: 14 ÖVP, und 7 SPÖ.[2]
- Mit den Gemeindevertretungs- und Bürgermeisterwahlen in Salzburg 2014 hatte die Gemeindevertretung folgende Verteilung: 12 ÖVP, und 9 SPÖ.[3]
- Mit den Gemeindevertretungs- und Bürgermeisterwahlen in Salzburg 2019 hatte die Gemeindevertretung folgende Verteilung: 13 ÖVP, und 8 SPÖ.[4]
- Mit den Gemeindevertretungs- und Bürgermeisterwahlen in Salzburg 2024 hat die Gemeindevertretung folgende Verteilung: 8 ÖVP, 7 FPÖ und 6 SPÖ.[5]

### Bürgermeister

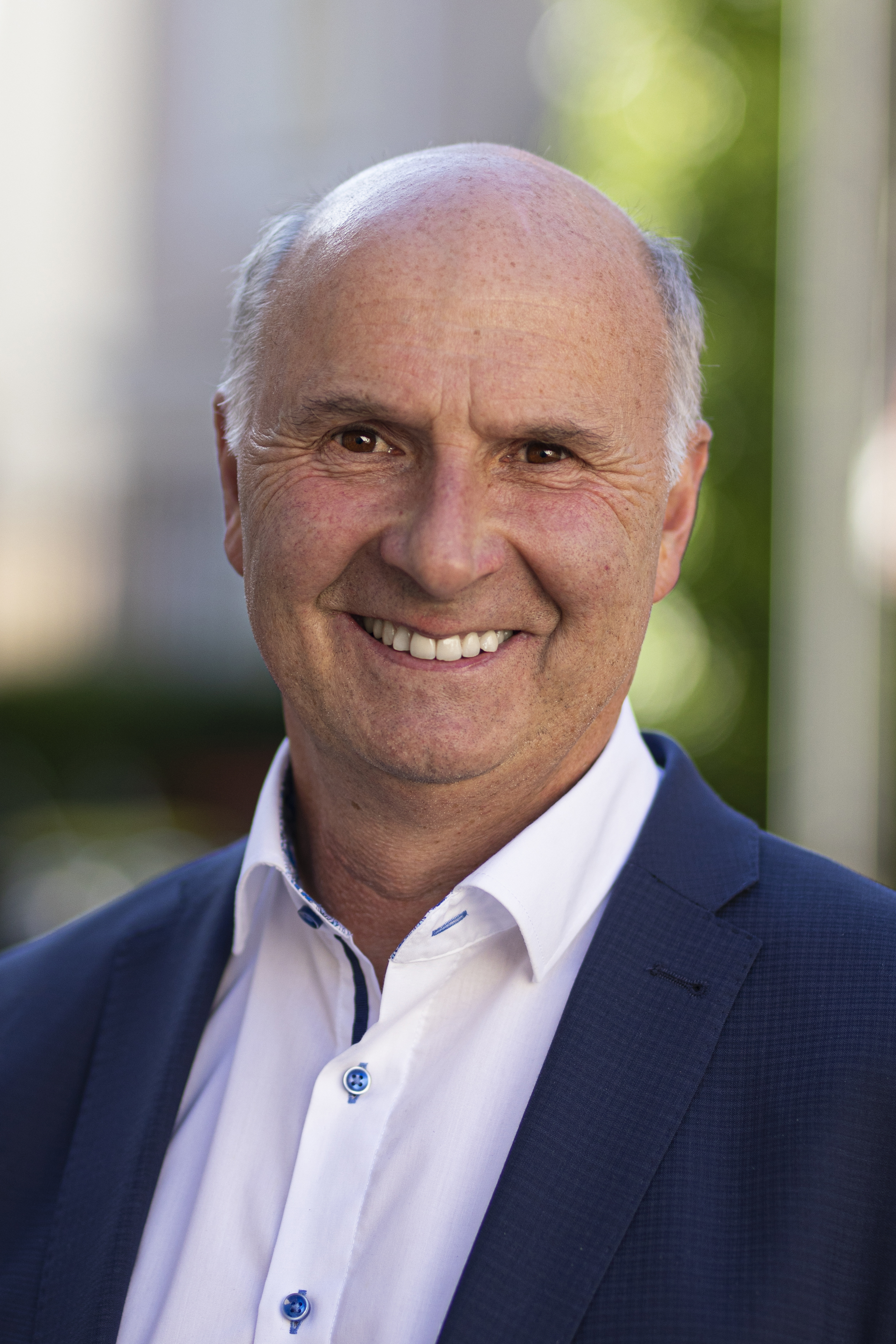
Johann Ganitzer (2020)

- 1994–1998 Peter Hettegger (ÖVP)[6]
- 1998–2011 Josef Gollegger (ÖVP)[7]
- 2012–2024 Johann Rohrmoser (ÖVP)[8]
- seit 2024 Johann Ganitzer (SPÖ)[9]

### Wappen
Großarl bekam sein Wappen im Jahre 1965:  In Silber ein heraldisierter entwurzelter grüner Erlenbaum.
Die Darstellung der Erle spielt auf den undeutbaren vordeutschen Ortsnamen „Arla“ an. 930 werden „dua flumina Arla ad Pongowe“ genannt und 1339 wird ein Tal in der „merern Arel“ erwähnt. Das Erlenzeichen weist auf die große Rodungstätigkeit vom 11. bis zum 13. Jahrhundert hin, deren Folge die Besiedlung des Tales war. Die Erle soll aber auch die große Bedeutung der Holzindustrie des Tales zeigen. Zum Symbol selbst ist noch zu sagen, dass die Wurzeln der Erle die Bodenverbundenheit der Talbewohner und die Blätter den Kinderreichtum Großarls versinnbildlichen sollen.

## Kultur und Sehenswürdigkeiten

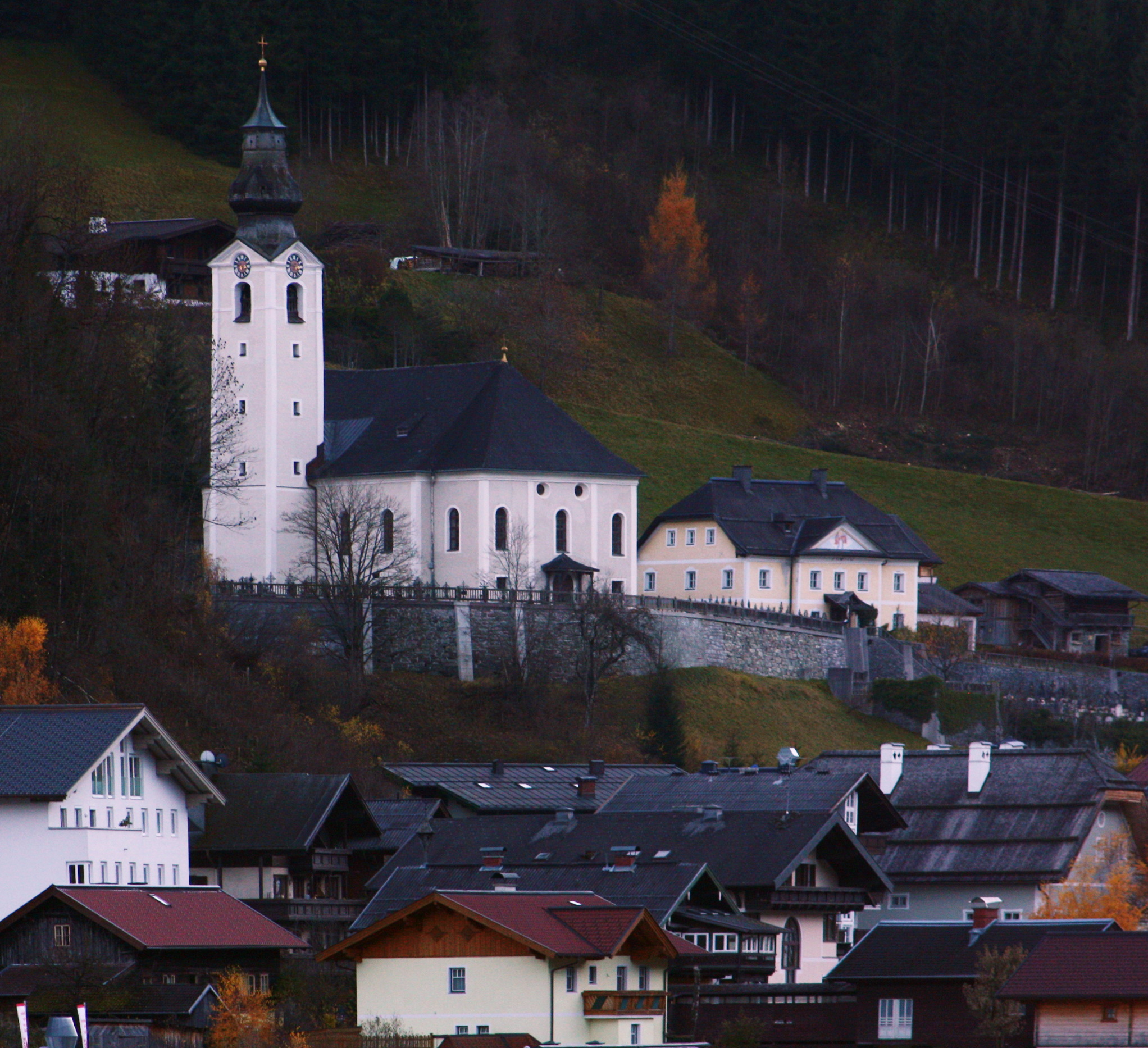
Pfarrkirche Großarl

Wer von St. Johann auf der Großarler Landesstraße ungefähr den halben Weg zurückgelegt hat, musste früher an der Stelle, wo sich jetzt die 196 Meter lange Brücke befindet, durch ein Haus hindurchfahren, genannt die „Stegenwacht“ oder „Alte Wacht“. Der Name kommt vom Steg, der vor der Einbauung der Straße in den Felsen, in das Tal führte und von einer Wache, die einst hier gestanden hat. Es war da nämlich eine Obsicht bestellt, dass von Viktualien zum Schaden der Handelsverwandten nicht zu viel aus dem Tale gebracht werde. Bei herrschender Pest im Jahre 1655 war der Punkt sogar mit Soldaten besetzt, um den Kontakt mit „Auswärtigen“ möglichst zu vermeiden und dadurch die Ansteckungsgefahr gering zu halten. Im folgenden Jahrhundert wurde die „Alte Wacht“ öfters gesperrt, um Leute vom Tal fernzuhalten oder nicht mehr aus dem Tal zu lassen.
Heute ist die „Alte Wacht“ die älteste noch erhaltene Mautstelle im Salzburger Land.
Gegenüber der „Alten Wacht“ auf der linken Seite der Großarler Ache sind in einer fast senkrechten Felswand die „Heidenlöcher“. Es handelt sich dabei um fünf mehr oder weniger runde Felslöcher. Die Öffnung der beiden mittleren ist so groß, dass ein Mensch darin bequem stehen kann. Nach altem Volksglauben haben sich hier hartnäckige Heiden zurückgezogen, als sie sich unter der vorwiegend christlichen Bevölkerung nicht mehr sicher genug fühlten.
- Katholische Pfarrkirche Großarl Hll. Martin und Ulrich
- Liechtensteinklamm

### Regelmäßige Veranstaltungen
Jedes Jahr findet zu Ehren der heiligen Cäcilia das Cäcilia-Konzert in der Pfarrkirche Großarl statt. Das Konzert wird von der Trachtenmusikkapelle Großarl veranstaltet und erfreut sich jedes Jahr über großen Anklang bei den Bewohnern des Tales und einer beachtlichen Zuschauerzahl.
Seit dem Jahre 2007 findet erstmals in der Adventszeit der Salzburger Bergadvent Großarltal statt. Es werden 30 kleine Holzhütten im Ortszentrum von Großarl aufgestellt, bei denen, selbst gebackenes Brot, Gestecke, Glühwein, Maroni und viele andere zur Adventszeit passende Artikel verkauft werden.
Am Taleingang des Großarltales, bei der alten Wacht, steht in dieser Zeit eine lebende Krippe mit vier Schafen und einem Esel.
Alljährlich findet von Gründonnerstag auf Karfreitag das Ölbergsingen und von Karfreitag auf Karsamstag das Leiden -Christi-Singen vor der Pfarrkirche Großarl und an anderen Plätzen in der Marktgemeinde statt. In der ersten Nacht singen die Bauern von Großarl, in der zweiten Nacht die „Dorfer“  des Ortes. Gesungen wird von 20 Uhr Abends bis 4 Uhr in der Früh zu jeder vollen Stunde ein jahrhundertealtes Passionslied. Dieser österliche Brauch ist voller Religiosität und Ergriffenheit. Seine Ursprünge liegen wohl in der Pestzeit und ist im deutschsprachigen Sprachraum einzigartig.
Weitere Veranstaltungen:
- Internationales Altpfadfindertreffen
- Lady Skiwoche
- Krampuslauf im Großarler Ortszentrum

### Volkskultur und Vereine

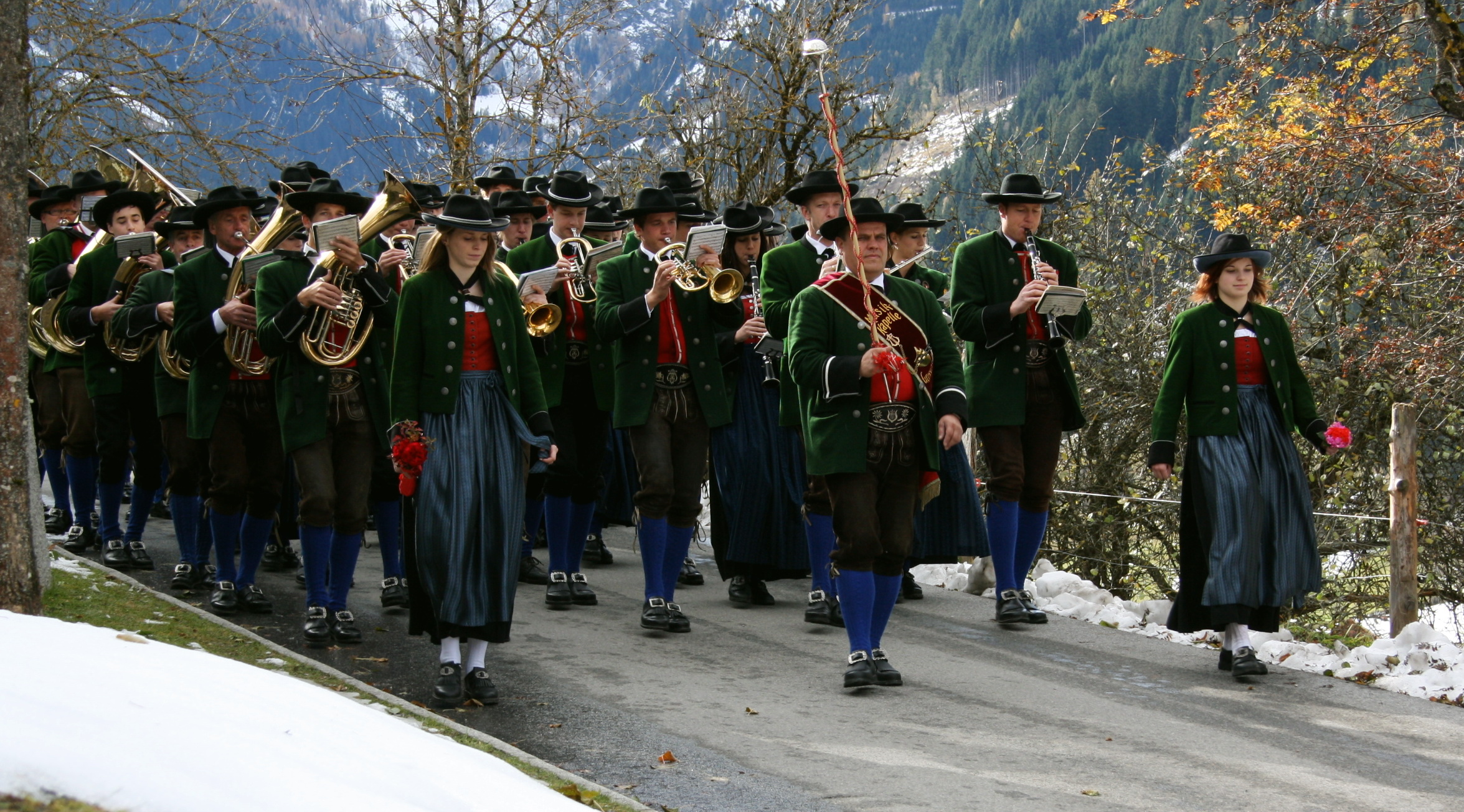
Trachtenmusikkapelle Großarl

Die Bewohner des Großarltales legen großen Wert auf Brauchtum und Volkskultur. Es bestehen viele Vereine, die die althergebrachten Bräuche erhalten, so u. a. die Trachtenmusikkapelle Großarl, die Bauernschützen, die Klöcker und Herreiter, die Volkstanzgruppe Großarltal, die Freiwillige Feuerwehr Großarl, die Bergrettung Großarl, der Kameradschaftsbund Großarl.

### Sport
Fußball
Der USV Großarl wurde 1962 gegründet und spielt in der Saison 2021/22 in der 1. Klasse Süd.
Sektionsleiter
- Josef Ammerer (1966–1971)
- Hubert Schwarz (1971–1972)
- Heinz Scheran (1972–1976)
- Erich Pichler (1976–1981)
- Dieter Klausner (1981–2011)
- Markus Diess (seit 2011)

Erfolge
- Meister 2. Klasse Süd A 1979/80
- Meister 2. Klasse Süd-West 2009/10

## Wirtschaft und Infrastruktur
In Großarl haben sich viele Klein- und Mittelbetriebe (Tischlerei-, Zimmerei-, Erdbau- und Hochbaubetriebe etc.) angesiedelt und wurden so zu bedeutenden Arbeitgebern für die Einwohner der Gemeinde.
Großarl ist eine touristisch orientierte Gemeinde. Die Bettenanzahl beläuft sich auf 4650 in 237 Betrieben aller Kategorien (Stand 2020).

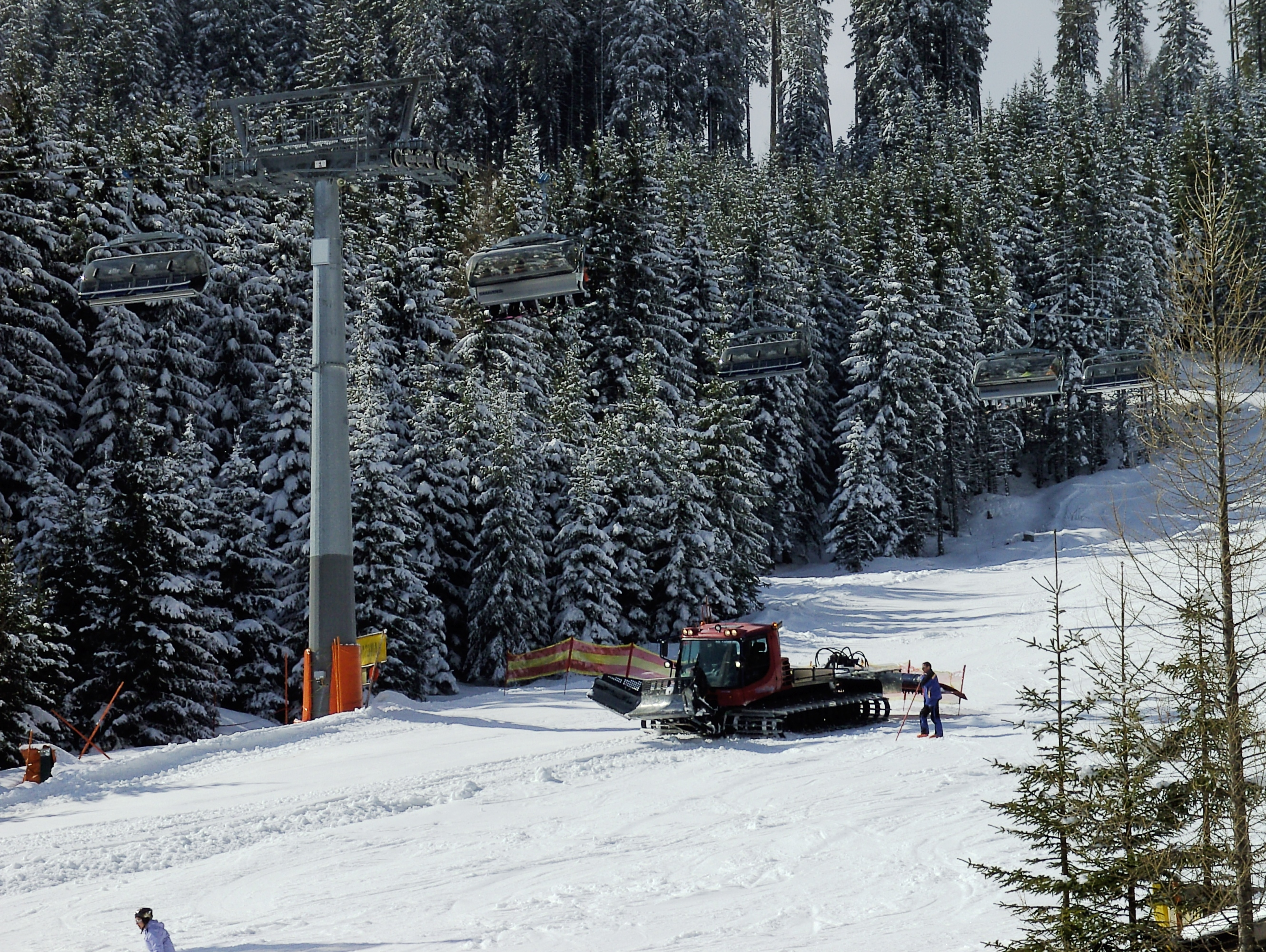
Skipiste mit Pistenraupe

### Fremdenverkehr
Sommer

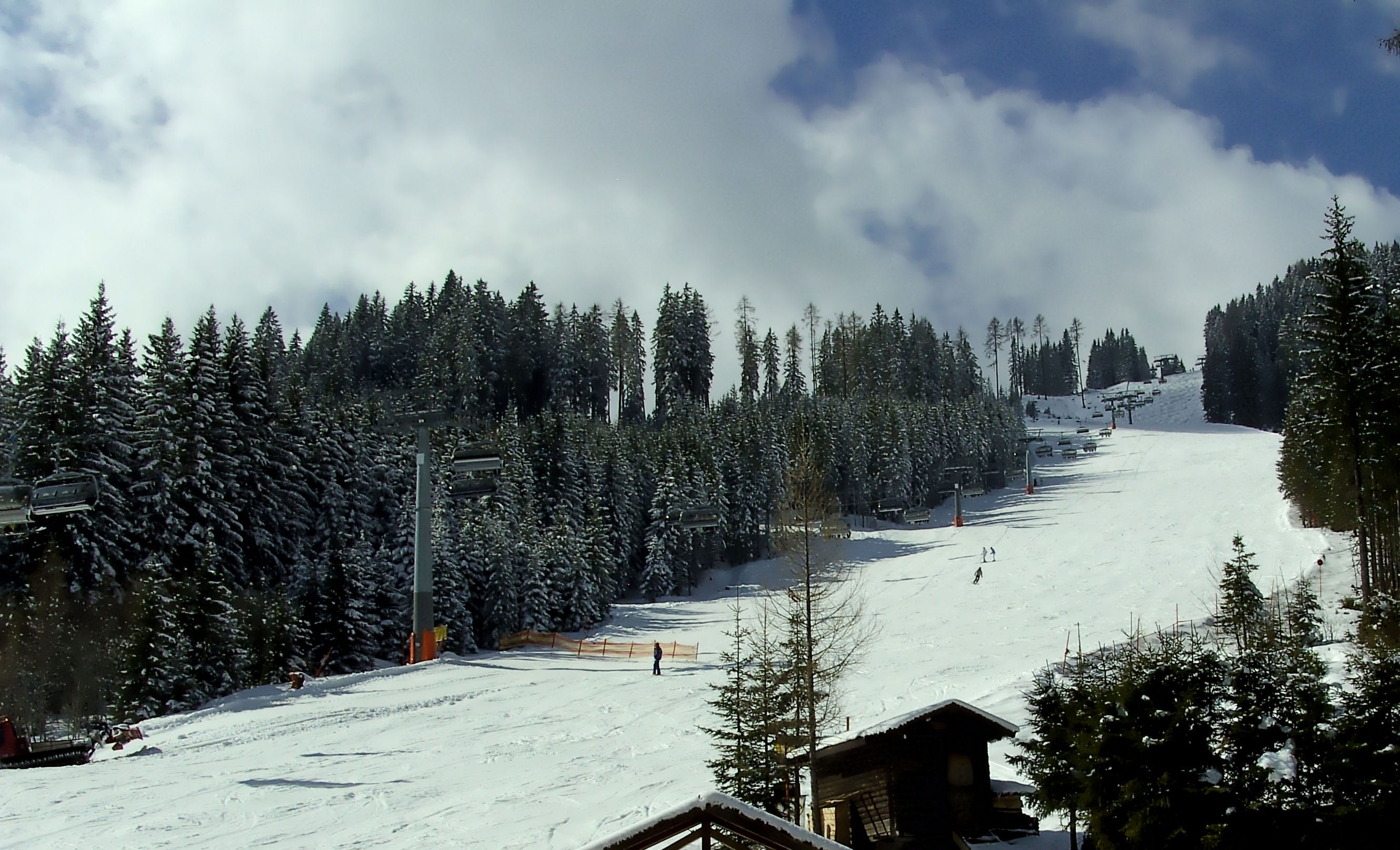
Skipiste

Im Sommer steht im Großarltal das Wandern im Mittelpunkt. Rund 400 Kilometer markierte Wanderwege von leicht bis schwierig stehen zur Verfügung. Weitere Aktivitäten in Großarl sind Mountainbiken auf ca. 140 Kilometern ausgeschilderten Mountainbikestrecken, Klettern sowie Fischen. Ebenso gibt es ein Freizeitzentrum mit Freischwimmbad, Fußballplatz, Mehrzweckplatz, Beachvolleyball-Platz, Mini-Golf, Tennisplätzen und einen Abenteuer-Spielplatz. Eine großteils geschotterte Radroute verläuft ab der Landstegbrücke bis in den Talschluss, meist am Ufer der Großarler Ache entlang.
Winter
Das Großarltal ist Teil von Ski amadé und hat mit der Skischaukel Großarltal-Dorfgastein im Bereich des Fulsecks und des Kreuzkogels rund 80 Pistenkilometer mit fünf Gondeln, acht Sessel- und vier Schleppliften. Rund 90 Prozent der Pisten können technisch beschneit werden. Das Gebiet erstreckt sich über den Kreuzkogel, von 885 m bei Großarl bis auf 2027 m Höhe, wo der Anschluss in das Gasteinertal nach Dorfgastein liegt. Die Beförderungskapazität liegt bei rund 29.000 Personen pro Stunde. Jedes Jahr finden zahlreiche Rennen des Landesskiverbandes Salzburg in Großarl statt.
Weiters gibt es für Wintersportler rund 25 Kilometer Langlaufloipen (klassisch und Skating), 35 Kilometer geräumte Winterwanderwege und eine beleuchtete, verkehrsfreie Rodelbahn, einen Eislaufplatz, Eisstockschießen und Pferdeschlittenfahrten. Schneeschuhwanderungen und Skitouren abseits der Skischaukel Großarltal-Dorfgastein sind ebenso möglich.
Interessant ist die Talregion, mit der Nationalparkgemeinde Hüttschlag, auch für Tourengeher, Langläufer und Winterwanderer.

### Almen im Großarltal
Im Großarltal gibt es rund 40 bewirtschaftete Almhütten. Das ist die höchste Dichte an bewirtschafteten Almen im Land Salzburg. Der Reichtum an bewirtschafteten Almen hat dem Großarltal den Beinamen „Das Tal der Almen“ eingebracht. Der Großteil der Almen ist von Mitte Juni bis Mitte September bewirtschaftet. Die Sennleute bieten den Wanderern Brot, Butter, Käse, Speck, Wurst und Schnaps aus der eigenen Erzeugung an. Erreichbar sind die Almen entweder auf Wanderwegen oder entlang der Forststraßen.

### Bildung
- Kindergarten

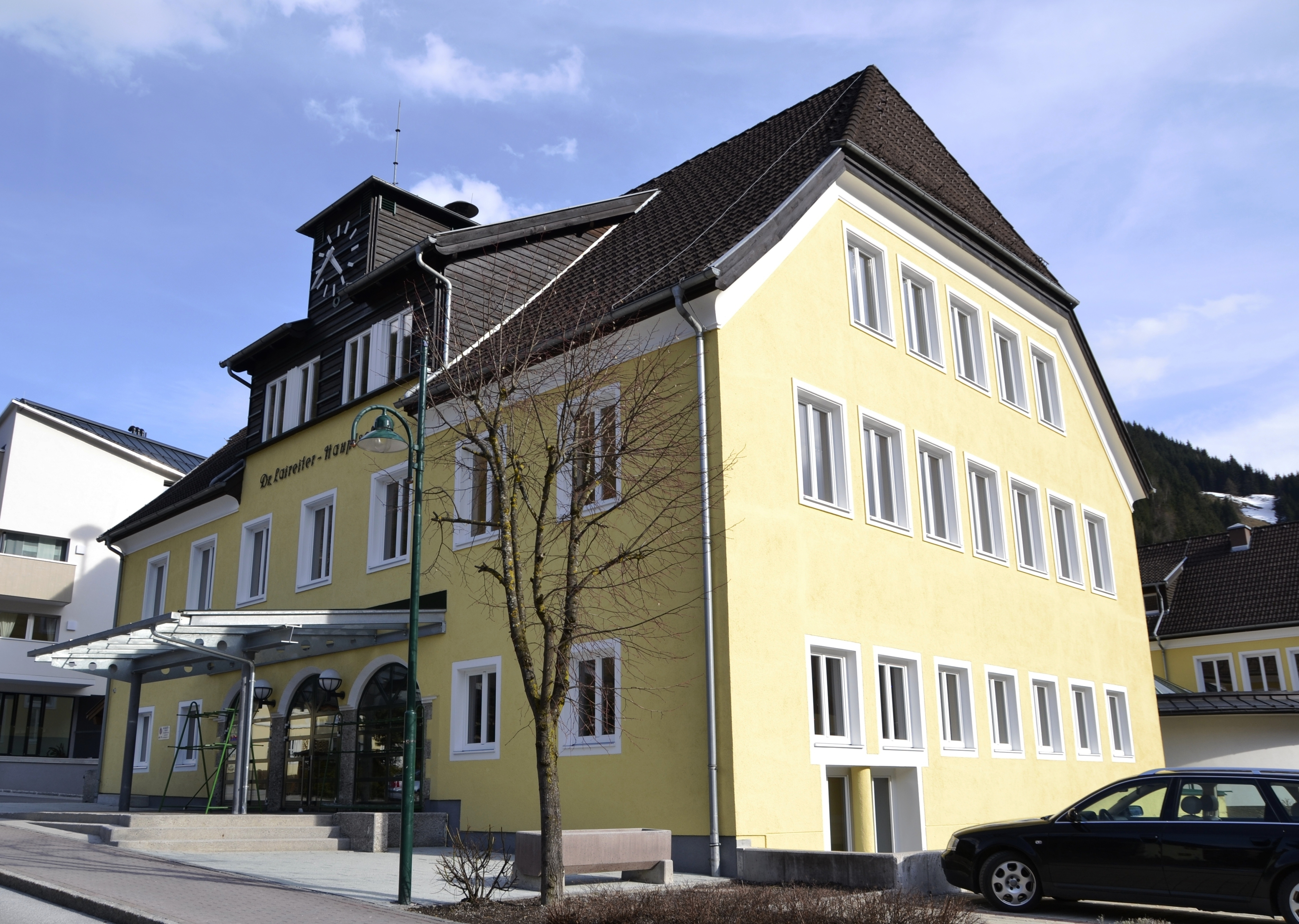
Dr. Laireiter-Hauptschule Großarl

- seit 2018 nur mehr eine Volksschule (vormals 2: VS Großarl, VS Au)
- Hauptschule
- Polytechnische Schule

### Verkehr
Von Wien, München, Salzburg oder Villach kommend entlang der Tauernautobahn A10 bis zur Ausfahrt Bischofshofen. Anschließend weiter auf der B311 nach St. Johann/Pongau und von dort auf Großarler Landesstraße (L109) bis nach Großarl.
Am 27. Mai 2017 gegen 17 Uhr stürzte im Bereich des Tiefblicks ein Felsblock auf das Widerlager einer Brücke der L109 und in die Liechtensteinklamm. Für Untersuchungen wurde mit der Brücke die Landesstraße gesperrt und – nach Beschädigungen von Stegen in der Klamm – Wanderer über Notsteige aus der Klamm geführt.
Durch das Großarltal verläuft die Landesstraße L 109. Großarl besitzt keinen Haltepunkt des österreichischen Bahnnetzes. Jedoch verkehrt stündlich ein Bus von St. Johann/Pongau nach Großarl. Die Gemeinde ist vom alpenquerenden Transitverkehr nicht betroffen, wodurch im Großarltal nur mäßiges Verkehrsaufkommen herrscht.

## Persönlichkeiten
Söhne und Töchter der Gemeinde:
- Anton Sauter (1800–1881), Botaniker und Mediziner, Bruder des Ferdinand Sauter, Mitbegründer der GSLK (Gesellschaft für Salzburger Landeskunde)
- Ignatius Rieder (1858–1934), 1918–34 Erzbischof von Salzburg
- Alois Rohrmoser (1932–2005), Gründer der Skifabrik Atomic
- Ignaz „Lindy“ Lindmoser (1934–2008), Boxer, amerikanischer und kanadischer Amateurstaatsmeister[20]
- Matthias Christian (* 1941), Philosoph
- Edmund Entacher (* 1949), Chef des Generalstabes a. D. des Österreichischen Bundesheeres
- Franz Wenger (* 1950), Politiker (ÖVP) und Landesbeamter
- Wolfram Paulus (1957–2020), Filmregisseur und Drehbuchautor
- Silvester Gfrerer (* 1959), Politiker (ÖVP), Bundesrat

Personen mit Bezug zur Gemeinde:
- Balthasar Linsinger (1902–1986), von 1943 bis 1954 Pfarrer in Großarl, Gerechter unter den Völkern
- Sepp Forcher (1930–2021), Fernsehmoderator, 1955–59 Hüttenwirt am Berglandhaus in Großarl
- Angelica Bäumer (1932–2025), Kunstkritikerin, Ausstellungs-Kuratorin und Autorin, überlebte das letzte Kriegsjahr als U-Boot in Großarl
- Johann Ganitzer (* 1961), Politiker (SPÖ), Vizebürgermeister und Landtagsabgeordneter